# Язовка (приток Полоны)
Язовка — река в России, протекает по Окуловскому и Любытинскому районам Новгородской области (исток реки в Окуловском районе, в низовье течёт по границе между районами). Устье реки находится в 15 км по правому берегу реки Полона. Длина реки составляет 18 км.
В Окуловском районе на берегах реки расположены деревни Девущино (Дивушино, Девощина), Шарово, Пепелово.
Недалеко от устья на правом берегу стоит деревня Заднево Любытинского сельского поселения Любытинского района.

## Данные водного реестра
По данным государственного водного реестра России относится к Балтийскому бассейновому округу, водохозяйственный участок реки — Мста без р. Шлина от истока до Вышневолоцкого, речной подбассейн реки — Волхов. Относится к речному бассейну реки Нева (включая бассейны рек Онежского и Ладожского озера).
Код объекта в государственном водном реестре — 01040200212102000021114.